# جاسمین الخالدی
جاسمین الخالدی (به انگلیسی: Jasmine Al-Khaldi) (زادهٔ ۲۰ ژوئن ۱۹۹۳) شناگر اهل فیلیپین است.